# Diego Occhiuzzi
Diego Occhiuzzi (Napoli, 30 de abril de 1981) é um esgrimista italiano, medalhista olímpico.
Diego Occhiuzzi representou seu país nos Jogos Olímpicos de Verão de 2004, 2008 e 2012. Conseguiu a medalha de prata sabre individual em 2012.